# Одбрамбена линија Амстердама
Одбрамбена линија Амстердама или Стелинг ван Амстердам (хол. Stelling van Amsterdam) је 135 км² дуг прстен којег чине 42 утврђења на удаљености од око 10-15 км² од седишта Амстердама, у подручју низија које се у случају рата могу лако потопити. Планирана поплава тзв. ”водена црта“ (waterlinie), би испунила подручје водом дубине око 30 см, што је недовољно за пловидбу, али довољно да се успори потенцијални надирући непријатељ. У том случају Амстердам би био последње холандско упориште. Бетонска утврђења су изграђена на местима где су путеви, пруге и бране да би прелазиле преко водене линије. Такође, све грађевине које су удаљене 1 км² од утврђења морале су да буду изграђене од дрвета, тако да би се у случају потребе могле спалити и уклонити.

## Историја
Одбрамбена линија Амстердама изграђена је од 1880. до 1920. године и у своје време је био врхунац фортификацијске архитектуре и планирања. Због тога је 1996. године уписана на УНЕСКО-в списак Светске баштине у Европи. Линија се састојала од 7 утврђења: северна, северозападна, западна, југозападна, јужна, југоисточна и Заудер Зе утврђење. Али, врло брзо након Првог светског рата, због изума авиона и тенкова, већина ових утврђења је застарела а да никада није ни коришћена. Ипак, одржаване су за војну улогу све до 1693. године. Данас њима управљају градска већа задужена за околину, па се могу туристички посетити.

## Галерија
- Музеј код Муидена
- Утврђење код јужног Спарндама
- Утврђење код Некервегена
- Утврђење на острву Пампус
- Бункери код Вијфхуизена
- Фестунгсанлаге
- Утврђење код Ден Хама